# Coca-Cola Life
Coca-Cola Life is een colavariant die geproduceerd werd door The Coca-Cola Company. Het product werd in 2013 getest in Argentinië en Chili en verscheen in 2014 op de markt in Groot-Brittannië. In 2020 werd het product van alle markten gehaald, en was het onderdeel van een sanering van slecht verkopende dranken.
Coca-Cola Life werd in januari 2015 in Nederland en België uitgebracht. Midden 2018 stopte Coca-Cola met de productie van Coca-Cola Life in België en Luxemburg.
Het werd op de markt gebracht in een groen blikje en in een fles met een groen etiket. In Coca-Cola Life was 45% van de suiker vervangen door stevia. Daardoor werd de inhoud evenredig minder calorierijk: een blikje (330 ml) Coca-Cola Life bevatte 76 kilocalorieën tegenover de 139 kilocalorieën van traditionele Coca-Cola.
De fles werd volgens de fabrikant gemaakt uit volledig recycleerbaar plastic en 30% plantaardige vezels.

## Kritiek
Volgens critici zijn zowel het gebruik van stevia als de groene verpakking voorbeelden van greenwashing, het zich groener of maatschappelijk verantwoorder voordoen dan een bedrijf of organisatie daadwerkelijk is.